# НХЛ у сезоні 1957—1958
НХЛ у сезоні 1957/1958 — 41-й регулярний чемпіонат НХЛ. Сезон стартував 8 жовтня 1957. Закінчився фінальним матчем Кубка Стенлі 20 квітня 1958 між Монреаль Канадієнс та Бостон Брюїнс перемогою «Канадієнс» 5:3 в матчі та 4:2 в серії. Це десята перемога в Кубку Стенлі Монреаля.
19 жовтня 1957 Моріс Рішар першим у НХЛ закинув 500-ту шайбу в регулярному чемпіонаті. Вона влетіла у ворота голкіпера «Чикаго Блек Гокс» Гленна Голла.

## Матч усіх зірок НХЛ
11-й матч усіх зірок НХЛ пройшов 5 жовтня 1957 року в Монреалі: Монреаль Канадієнс — Усі Зірки 3:5 (1:2, 2:1, 0:2).

## Підсумкова турнірна таблиця
| # | Команда            | І  | В  | П  | Н  | ШЗ  | ШП  | Очки |
| - | ------------------ | -- | -- | -- | -- | --- | --- | ---- |
| 1 | Монреаль Канадієнс | 70 | 43 | 17 | 10 | 250 | 158 | 96   |
| 2 | Нью-Йорк Рейнджерс | 70 | 32 | 25 | 13 | 195 | 188 | 77   |
| 3 | Детройт Ред-Вінгс  | 70 | 29 | 29 | 12 | 176 | 207 | 70   |
| 4 | Бостон Брюїнс      | 70 | 27 | 28 | 15 | 199 | 194 | 69   |
| 5 | Чикаго Блек Гокс   | 70 | 24 | 39 | 7  | 163 | 202 | 55   |
| 6 | Торонто Мейпл-Ліфс | 70 | 21 | 38 | 11 | 192 | 226 | 53   |

## Найкращі бомбардири
| Гравець       | Команда            | І  | Г  | П  | О  | ШХ |
| ------------- | ------------------ | -- | -- | -- | -- | -- |
| Дікі Мур      | Монреаль Канадієнс | 70 | 36 | 48 | 84 | 65 |
| Анрі Рішар    | Монреаль Канадієнс | 67 | 28 | 52 | 80 | 56 |
| Енді Бетгейт  | Нью-Йорк Рейнджерс | 65 | 30 | 48 | 78 | 42 |
| Горді Хоу     | Детройт Ред-Вінгс  | 64 | 33 | 44 | 77 | 40 |
| Бронко Хорват | Бостон Брюїнс      | 67 | 30 | 36 | 66 | 71 |

## Плей-оф

### Півфінали
| - 25 березня. Детройт - Монреаль 1:8 - 27 березня. Детройт - Монреаль 1:5 - 30 березня. Монреаль - Детройт 2:1 ОТ - 1 квітня. Монреаль - Детройт 4:3 Серія: Монреаль - Детройт 4-0 | - 25 березня. Бостон - Нью-Йорк Рейнджерс 3:5 - 27 березня. Бостон - Нью-Йорк Рейнджерс 4:3 ОТ - 29 березня. Нью-Йорк Рейнджерс - Бостон 0:5 - 1 квітня. Нью-Йорк Рейнджерс - Бостон 5:2 - 3 квітня. Нью-Йорк Рейнджерс - Бостон 1:6 - 5 квітня. Нью-Йорк Рейнджерс - Бостон 2:8 Серія: Бостон - Нью-Йорк Рейнджерс 4-2 |

### Фінал
- 8 квітня. Бостон - Монреаль 1:2
- 10 квітня. Бостон - Монреаль 5:2
- 13 квітня. Монреаль - Бостон 3:0
- 15 квітня. Монреаль - Бостон 1:3
- 17 квітня. Бостон - Монреаль 2:3 ОТ
- 20 квітня. Монреаль - Бостон 5:3

Серія: Монреаль - Бостон 4-2

## Призи та нагороди сезону
| Нагороди                 | Гравець        | Команда            |
| ------------------------ | -------------- | ------------------ |
| Пам'ятний трофей Колдера | Френк Маховлич | Торонто Мейпл-Ліфс |
| Трофей Арта Росса        | Дікі Мур       | Монреаль Канадієнс |
| Пам'ятний трофей Гарта   | Горді Хоу      | Детройт Ред-Вінгс  |
| Приз Джеймса Норріса     | Дуг Гарві      | Монреаль Канадієнс |
| Приз Леді Бінг           | Каміль Анрі    | Нью-Йорк Рейнджерс |
| Трофей Везини            | Жак Плант      | Монреаль Канадієнс |

| Нагорода               | Клуб               |
| ---------------------- | ------------------ |
| Приз принца Уельського | Монреаль Канадієнс |
| Кубок Стенлі           | Монреаль Канадієнс |

## Команда всіх зірок
| Перша команда                   | Позиція              | Друга команда                      |
| ------------------------------- | -------------------- | ---------------------------------- |
| Глен Голл, Чикаго Блек Гокс     | Воротар              | Жак Плант, Монреаль Канадієнс      |
| Дуг Гарві, Монреаль Канадієнс   | Захисник             | Ферні Флемен, Бостон Брюїнс        |
| Білл Гедсбі, Нью-Йорк Рейнджерс | Захисник             | Марсель Проново, Детройт Ред-Вінгс |
| Анрі Рішар, Монреаль Канадієнс  | Центральний нападник | Жан Беліво, Монреаль Канадієнс     |
| Горді Хоу, Детройт Ред-Вінгс    | Правий нападник      | Енді Бетгейт, Нью-Йорк Рейнджерс   |
| Дікі Мур, Монреаль Канадієнс    | Лівий нападник       | Каміль Анрі, Нью-Йорк Рейнджерс    |